# Chrysocharis sentenaca
Chrysocharis sentenaca är en stekelart som beskrevs av Christer Hansson 1995. Chrysocharis sentenaca ingår i släktet Chrysocharis och familjen finglanssteklar. Inga underarter finns listade i Catalogue of Life.